# Quotiens postulatur
Quotiens postulatur (в превод от латински: Когато това се изисква) е папска була на римския папа Климент III, издадена в двореца Латеран в Рим, на 6 февруари 1191 г., с която папата обявява под своя закрила новия орден на „тевтонските братя на църквата Света Мария Йерусалимска“. С този акт католическата църква официално признава създадения през 1190 г. орден.
В рамките на няколко години Тевтонският орден се развива като религиозна военна институция, сравнима с ордените на хоспиталиерите и тамплиерите, макар че първоначално е подчинен на Магистъра на хоспиталиерите. Това подчинение е потвърдено и в булата „Dilecti filii“ на папа Григорий IX от 12 януари 1240 г., адресирана до „fratres hospitalis S. Mariae Theutonicorum in Accon“. Отличителният германски характер на новия болничен орден и защитата, дадена му от германските императори, му позволяват постепенно да се обяви за фактическа независим от ордена на Свети Йоан.